# Brytyjska Nowa Fala
Brytyjska Nowa Fala (ang. British New Wave, w Polsce określana też mianem kina młodych gniewnych) – formacja artystyczna w kinematografii brytyjskiej przełomu lat 50. i 60. XX wieku. Nurt wywodził swe początki od gatunku literackiego kitchen-sink drama, który w II połowie lat 50. wystawiali w Royal Court Theatre reżyserzy motywowani potrzebą opisywania rzeczywistości klasy robotniczej. Za najważniejszych twórców Brytyjskiej Nowej Fali uznawani są Tony Richardson, Karel Reisz, Lindsay Anderson i John Schlesinger, zrzeszeni w wytwórni Woodfall Films.

## Historia nurtu
Jako pierwsze filmy Brytyjskiej Nowej Fali, oparte na sztukach kitchen-sink drama, uznaje się Miłość i gniew (1959) Richardsona na podstawie jego autorskiego dramatu, a także Miejsce na górze (1959) Johna Claytona na podstawie powieści Johna Braine’a. Już u Claytona uwidaczniały się środki wyrazu charakterystyczne dla Brytyjskiej Nowej Fali, takie jak psychologizacja działań postaci, ukazanie powszechnej nędzy, wreszcie zaś – brzydota przemysłowej scenerii wielkomiejskiej. To jednak Miłość i gniew dowiodła potencjału nurtu dzięki wyrazistej kreacji Richarda Burtona, który wcielał się w rolę sfrustrowanego, aspołecznego buntownika. Fizyczność jego aktorstwa szła w parze z krytyką społeczną, gdyż Miłość i gniew ukazywała szykanowanie hinduskiego handlarza przez brytyjskiego policjanta.
Fizyczność aktorstwa oraz krytyka społeczna były tematami charakterystycznymi także dla innych filmów formacji. W Smaku miodu (1960) Richardsona młoda dziewczyna (Rita Tushingham) zaniedbywana przez matkę wdaje się w przelotny romans z czarnoskórym marynarzem, lecz jedyną czułą relację nawiązuje z młodym gejem, z którym zamieszkuje na czas nieobecności matki. W Samotności długodystansowca (1962) tego samego reżysera krytyka społeczna była zapośredniczona przez postać chłopaka (Tom Courtenay), którego jedyną szansą na wyjście z zakładu poprawczego jest stanięcie do zawodów w biegu na długi dystans. Z kolei Reisz w filmie Z soboty na niedzielę (1960) przedstawił unikatowy portret środowiska proletariackiego, z udziałem Alberta Finneya w roli sfrustrowanego robotnika. Inny przedstawiciel brytyjskiej Nowej Fali, Lindsay Anderson, w Sportowym życiu (1963) przedstawił modernistyczną, pełną retrospekcji opowieść bolesnego końca kariery utalentowanego rugbisty (Richard Harris). John Schlesinger natomiast portretował codzienność klasy średniej za pomocą takich filmów jak historia miłosna młodego kreślarza Rodzaj miłości (1960), opowieść o niedojrzałym psychicznie młodzieńcu Billy kłamca (1962) oraz satyra na showbiznes Darling (1965). Za podsumowanie dorobku brytyjskiej Nowej Fali uchodzi Morgan: przypadek do leczenia (1966) Reisza, historia młodego schizofrenika, którego choroba wynika z presji wywieranej na nim przez społeczeństwo.

## Znaczenie
Brytyjska Nowa Fala wywarła fundamentalny wpływ na poetykę brytyjskich reżyserów posługujących się konwencją realizmu społecznego. Do dorobku „nowofalowców” nawiązywali tacy twórcy, jak Ken Loach (Kes, 1969), Stephen Frears (Moja piękna pralnia, 1985), Mike Leigh (Wysokie aspiracje, 1988), Terence Davies (Dalekie głosy, spokojne życie, 1988) oraz Stephen Daldry (Billy Elliot, 2000). Spośród samych „nowofalowców” tylko Lindsay Anderson kontynuował poetykę nurtu, reżyserując skandalizujący film Jeżeli… (1969) o buncie młodzieńców przeciwko opresyjnej kadrze brytyjskiej szkoły z internatem.

## Galeria

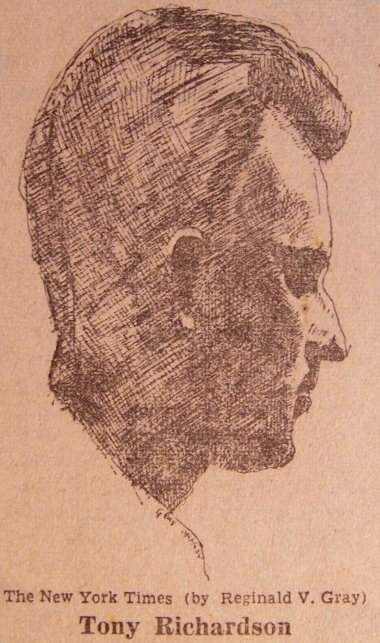
Tony Richardson
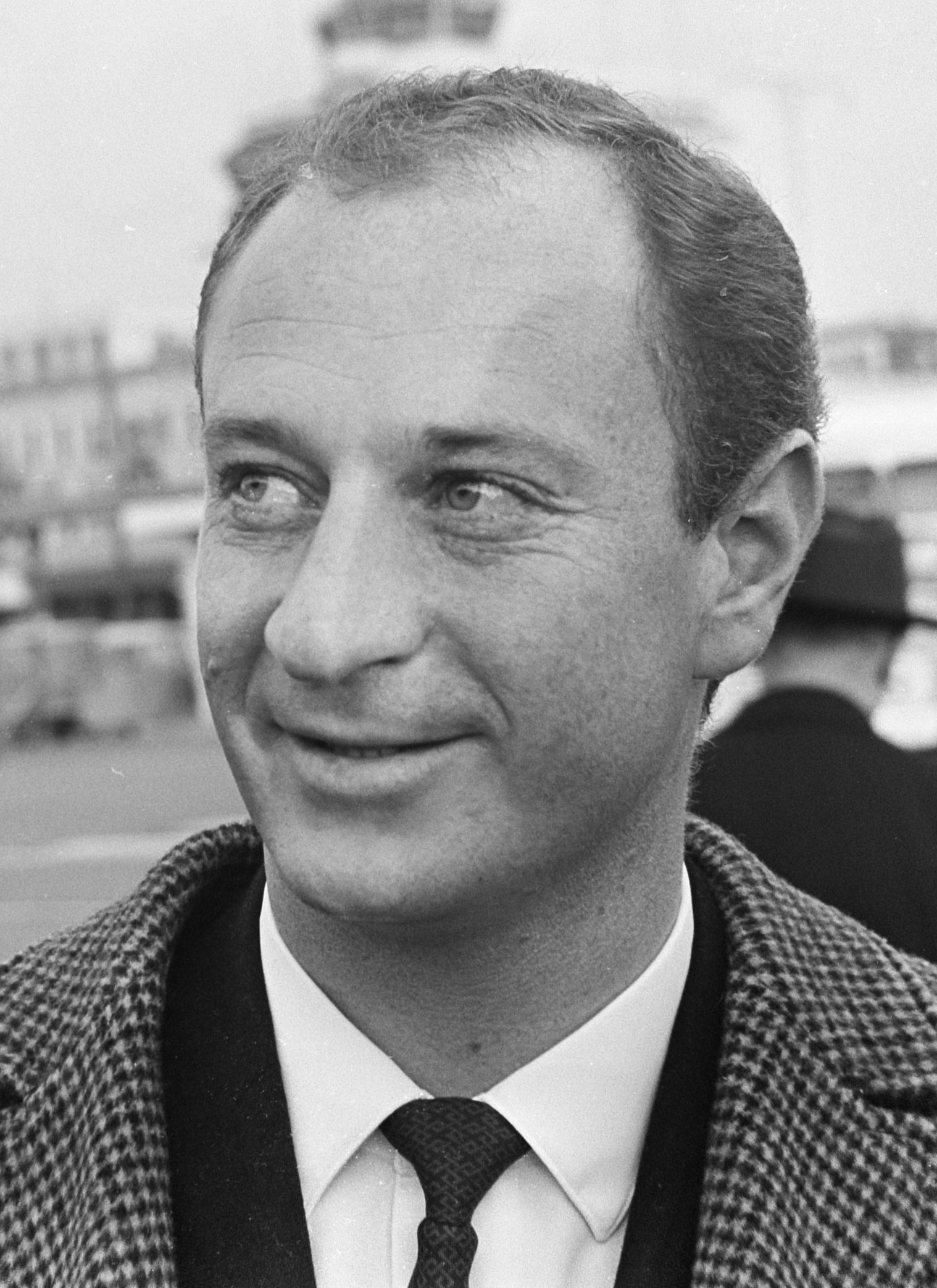
Karel Reisz
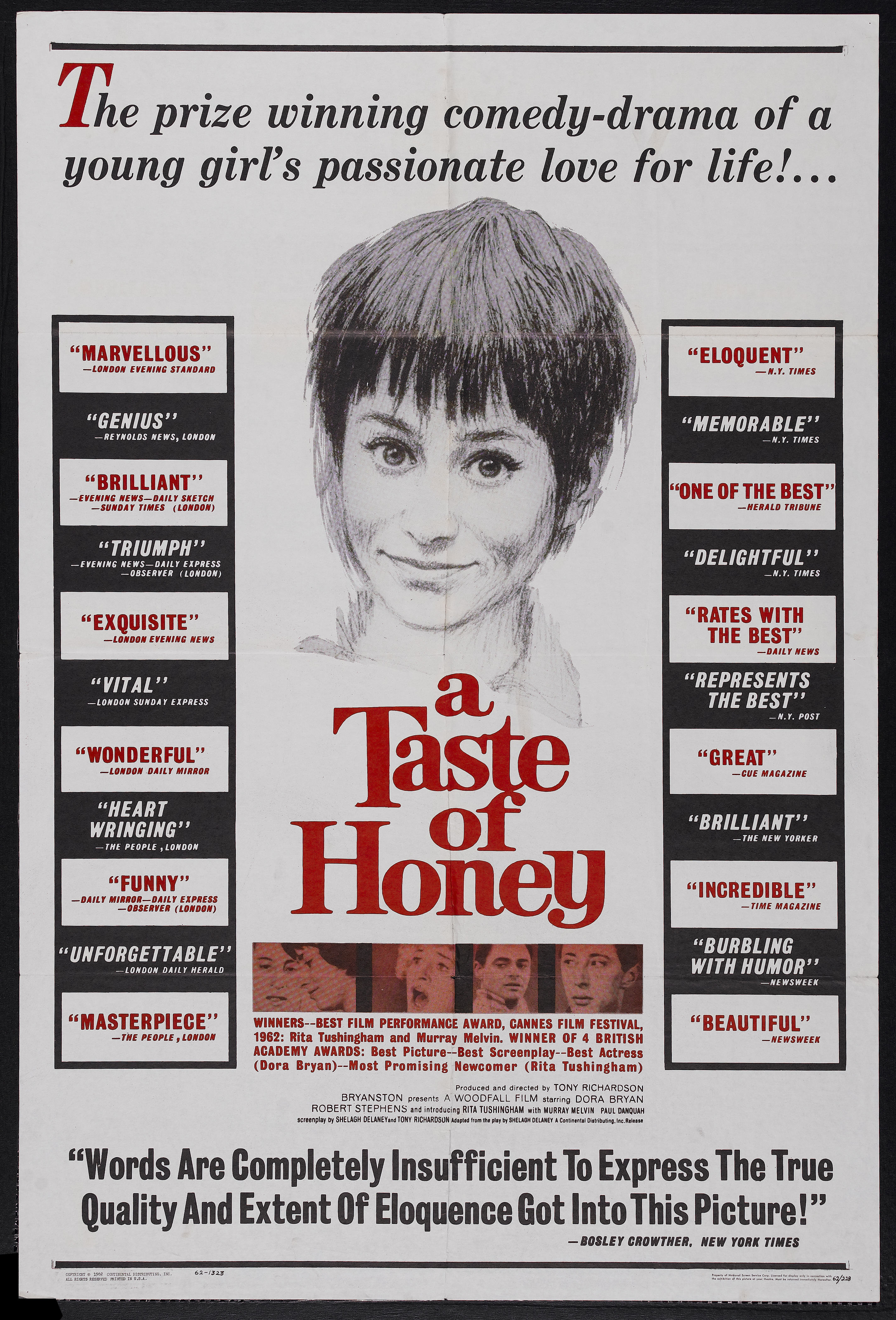
Plakat do filmu Smak miodu (1960, reż. Tony Richardson); na zdjęciu Rita Tushingham